# Ambrons
Els ambrons van ser una tribu procedent de la península de Jutlàndia, que són esmentats per primera vegada en els textos amb relació a la història de Roma del segle ii aC.Liderats per Teutobodus i units als teutons i els cimbres es van enfrontar als romans en almenys dues ocasions; en la darrera van perdre i alguns dels supervivents van passar a ser esclaus.

## Història

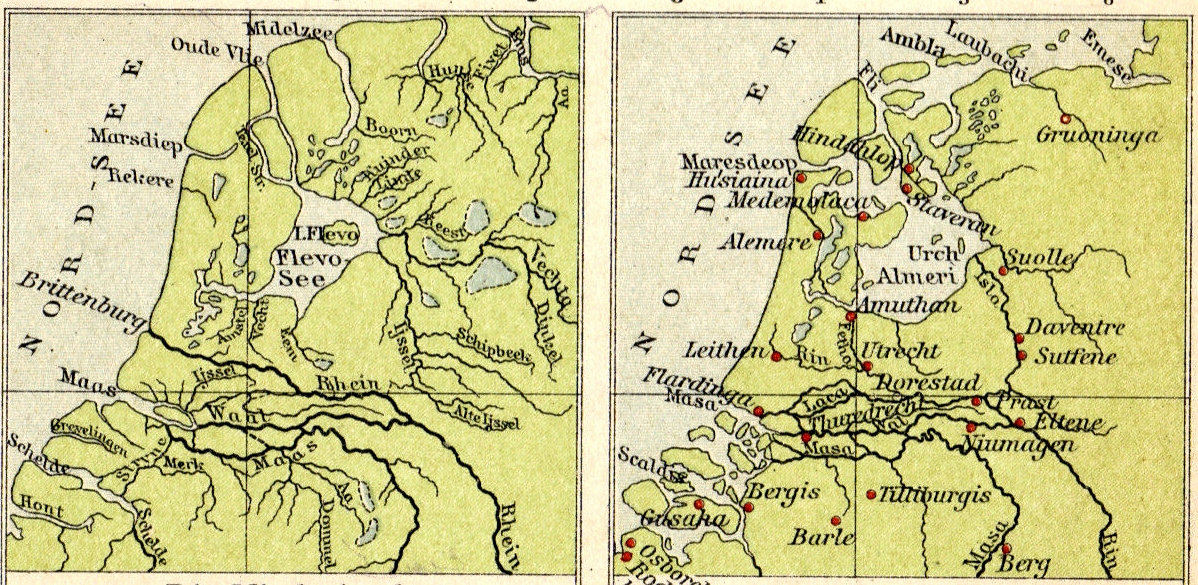
Aspecte de la badia Zuiderzee al segle I aC (esquerra) i al (dreta)

Els ambrons, en aliança amb els cimbres i els teutons van emigrar cap al sud entrant en conflicte amb la República Romana. Un escriptor romà diu que "els cimbres, els teutons i els tigurins, fugien de l'extrem nord de la Gàl·lia, ja que la mar havia inundat les seves terres i van començar a cercar nous llocs on establir-s'hi". La badia de Zuiderzee (Lacus Flevo) estava cedint al pas d'aigua salada procedent de la mar, aquesta secció va estar per sota del nivell del mar en èpoques anteriors a l'era cristiana i està actualment en procés de tornar a quedar submergida però s'han fet una sèrie d'obres d'enginyeria per tal d'evitar-ho.
Aquest grup migratori, segons les dades donades per PLutarc, aplegava a uns 300.000 homes armats. Els bàrbars es van dividir en dos grups i als cimbres els va tocar avançar cap a les muntanyes de Noricum on es van topar amb Catul, mentre els teutons i els ambrons van anar cap a la costa de Ligúria però es van haver d'enfrontar amb Gai Mari, el qual s'havia establert al voltant del Roine. El grup dels ambrons era d'uns 30.000 i tenien fama de bons guerrers, ja que anteriorment havien derrotat als romans encapçalats per Gneu Mal·li Màxim i Quint Servili Cepió el vell. El primer encontre va ser el 105 a la batalla d'Arausio amb la victòria dels bàrbars.
Tres anys després, els teutons i els ambrons van arribar fins al campament dels romans i els van enviar missatges dient-los que aviat les seves esposes serien les seves esclaves quan fossin vençuts. Marius es va situar en un lloc segur al peu dels Alps i allà els va presentar batalla, l'anomenada batalla d'Aquae Sextiae.
Els romans van ser atacats pels ambrons, agafats per sorpresa quan anaven a agafar aigua del riu. Els lígurs van anar en auxili dels romans i Gai Mari va organitzar el contraatac aconseguint enxampar els ambrons en la fugida. Encara que ja havia acabat amb la major part dels ambrons, aquests van tornar a atacar dos dies després, però Gai Mari els va vèncer i va capturar a 100.000 enemics, dels quals 3.000 eren ambrons.Alguns d'aquests van protagonitzar més tard la rebel·lió dels gladiadors de la Tercera Guerra Servil. Juli Cèsar esmenta que els cimbres i teutons que es van salvar de la derrota amb Gai Mari, van fundar una nova tribu, els Atuatuci, els quals es van establir a la Gàl·lia Belga, i no esmenta als ambrons.

## Ètnia

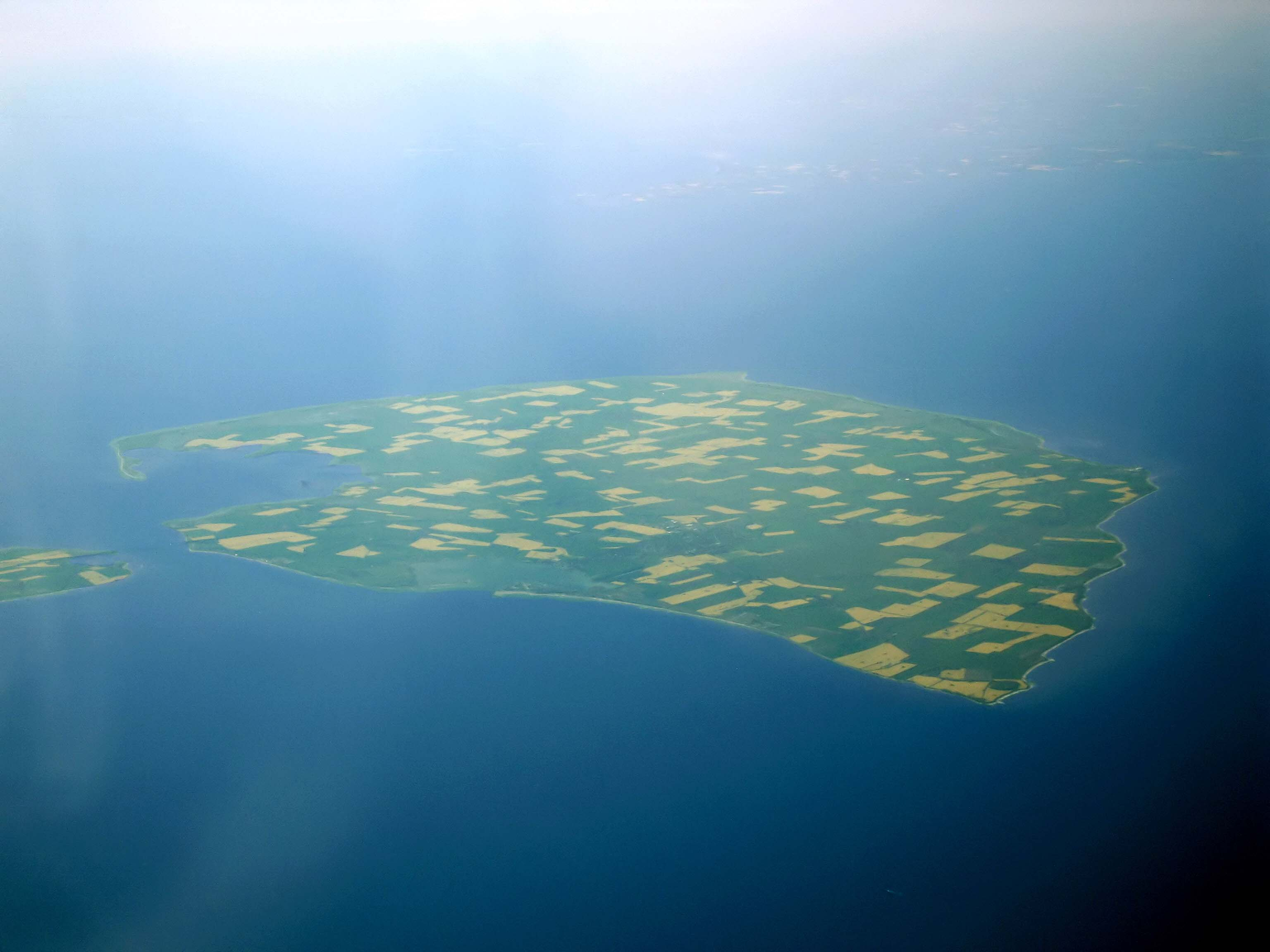
Imatge aèria de Fehmarn, possible pàtria dels ambrons

Es desconeix l'ètnia i la procedència exacta dels ambrons. Els historiadors grecs i romans van començar a tenir notícia d'ells a partir de la seva migració a causa de la destrucció de la seva pàtria. S'ha proposat que el seu nom estigui relacionat amb Fehmarn, una illa de la costa danesa antigament anomenada Imbria i Amrum. Si així fos podrien ser els Ymbers esmentats en un antic poema èpic escrit en llengua anglesa anomenat Widsith. Aquesta teoria no acaba d'explicar que se'ls relacioni amb les inundacions del Zuiderzee, que més aviat indiquen una procedènia de l'oest de Jutlàndia.
Pel que fa a la seva ètnia no hi ha un acord. Els seus companys, els teutons, van ser clarament classificats com a poble germànic, dels cimbres s'ha dit que probablement també eren d'aquesta ètnia, però sembla que els ambrons devien estar formats per una amalgama d'ètnies amb l'únic punt en comú de procedir d'un mateix lloc. Durant la seva migració conjunta per europa els cimbres estaven liderats per un home anomenat Boiorix, que alguns han interpretat com un nom celta amb el significat de «rei dels Boii», però també podria ser un nom germànic. Els ambrons van cridar el nom de la seva tribu en començar la batalla, costum que també s'ha observat entre les tribus celtes i en aquella època els territoris germànics estaven molt influïts per la cultura celta.

## Els ombrons
Algunes fonts clàssiques esmenten els ombrons (llatí ombrones) com un dels pobles de Sarmàcia, a les muntanyes dels Carpats, a les fonts del Vístula. En general es tendeix a considerar-los el mateix poble que els ambrons.